# Tibellus flavipes
Tibellus flavipes är en spindelart som beskrevs av Lodovico di Caporiacco 1939. Tibellus flavipes ingår i släktet Tibellus och familjen snabblöparspindlar. Inga underarter finns listade i Catalogue of Life.